# Bale (Kroatien)
Bale (italienisch Valle, lateinisch Castrum Vallis) ist eine Gemeinde in der Gespanschaft Istrien, Kroatien.

## Geschichte
Reste eines römischen Castrums zeugen von der weit zurückreichenden Geschichte der Gemeinde. Die Häuser der Altstadt liegen auf einem Karsthügel und sind in zwei konzentrischen Kreisen angeordnet. Sehenswert in Bale sind der Palazzo Sorardo-Bembo mit seinen zwei viereckigen Türmen, Reste eines Klosters, die Loggia und die neobarocke Pfarrkirche des Heiligen Julian (San Giuliano) aus dem Jahr 1880.

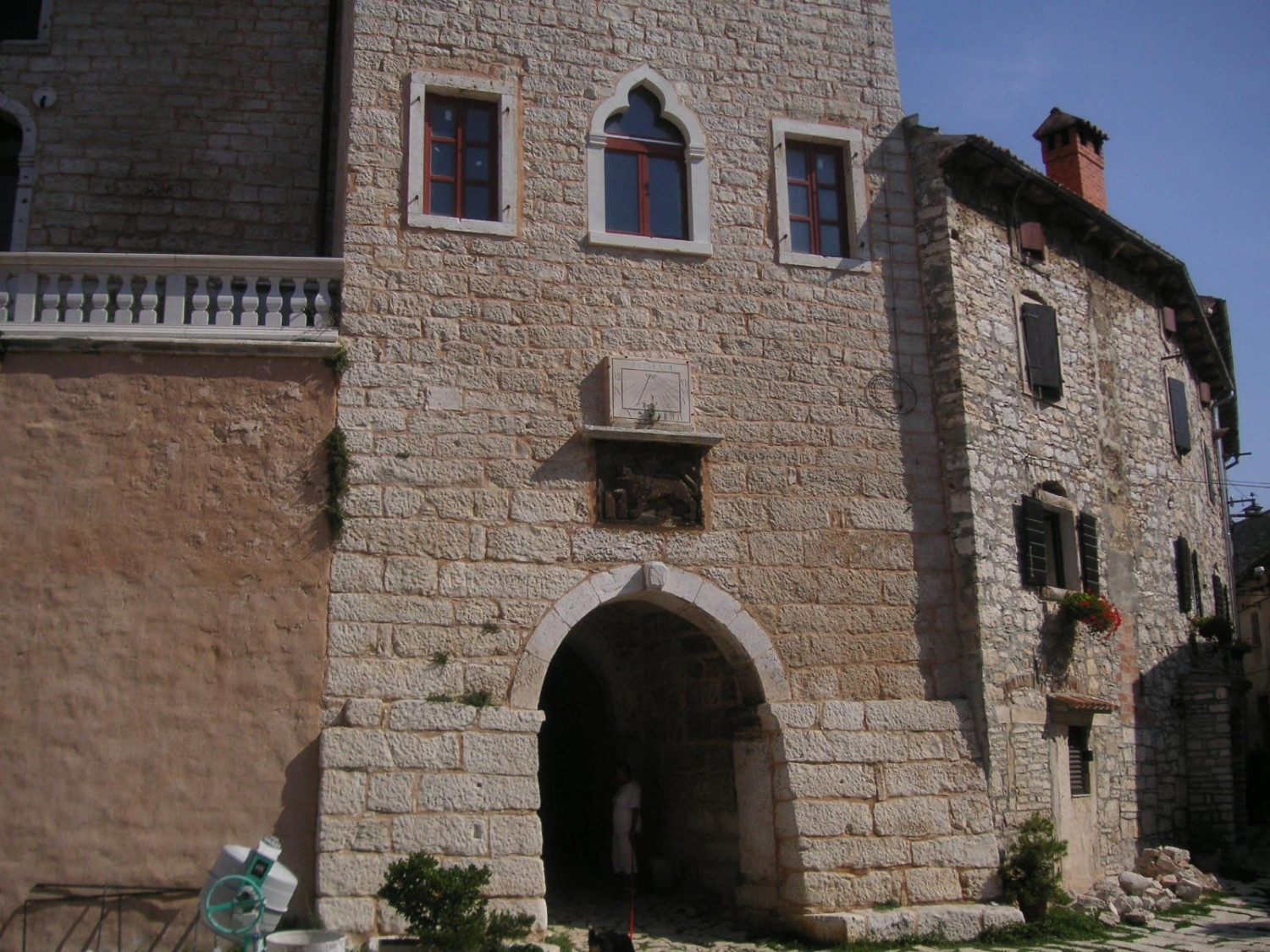
Torturm, Durchgang zum Stadtkern

## Demografie
Die Zahl der Einwohner der Gemeinde lag 2011 bei 1127 Personen. Bale ist offiziell zweisprachig italienisch und kroatisch. Daneben wird auch die Istriotische Sprache gesprochen. Bei der Volkszählung von 2011 gaben 219 Einwohner – 19,43 % der Bevölkerung –  Italienisch als Muttersprache an. Dies ist einer der höchsten Werte in Istrien.

## Tourismus
Etwa sieben Kilometer südwestlich des Ortskerns befinden sich an der Adriatischen Küste zwei große Zeltplätze. Ursprünglich waren sie kostenfrei, doch seit wenigen Jahren muss auch hier für die Standplätze bezahlt werden.